# Qasr Hallabat

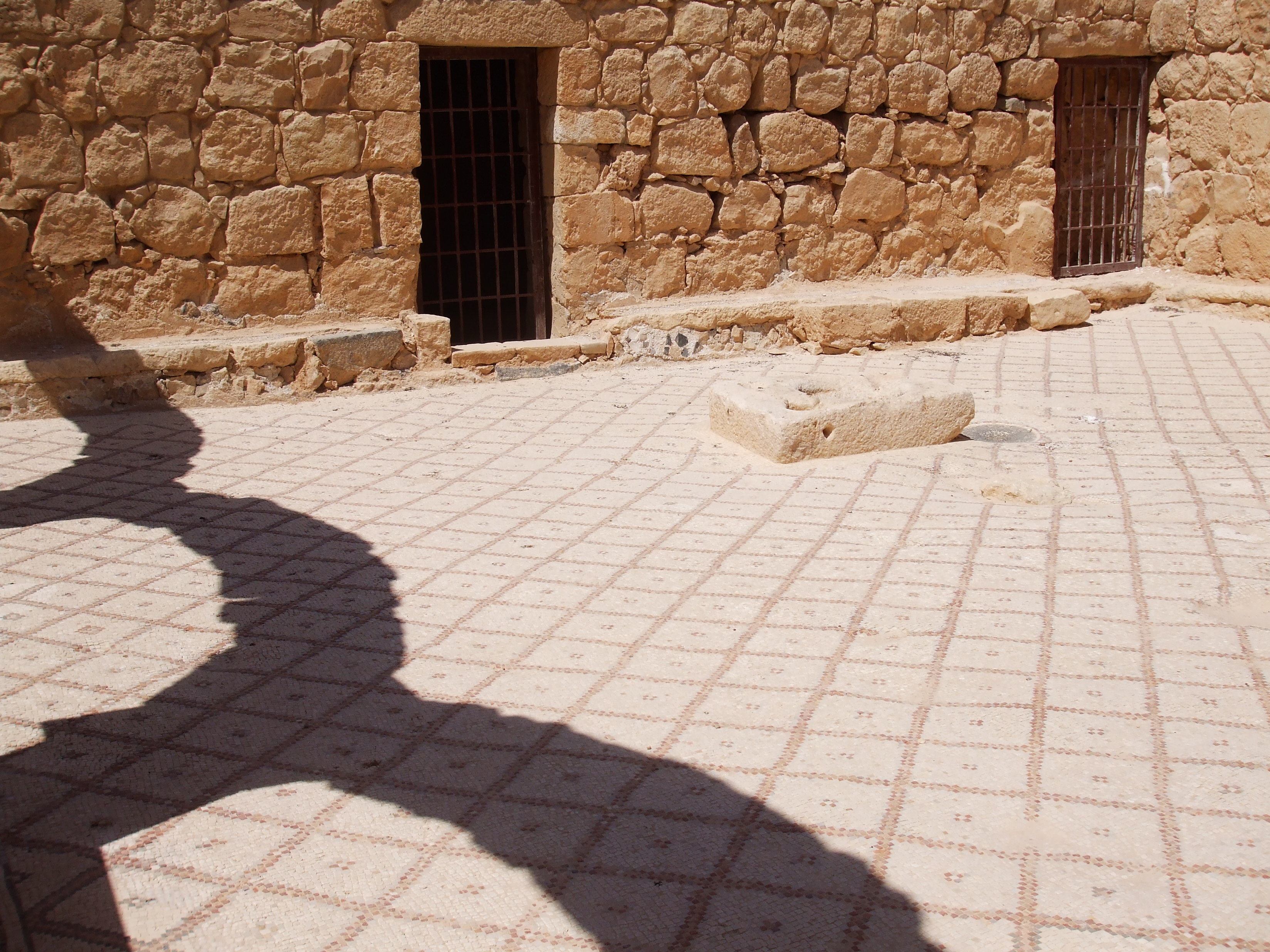
del av borggården

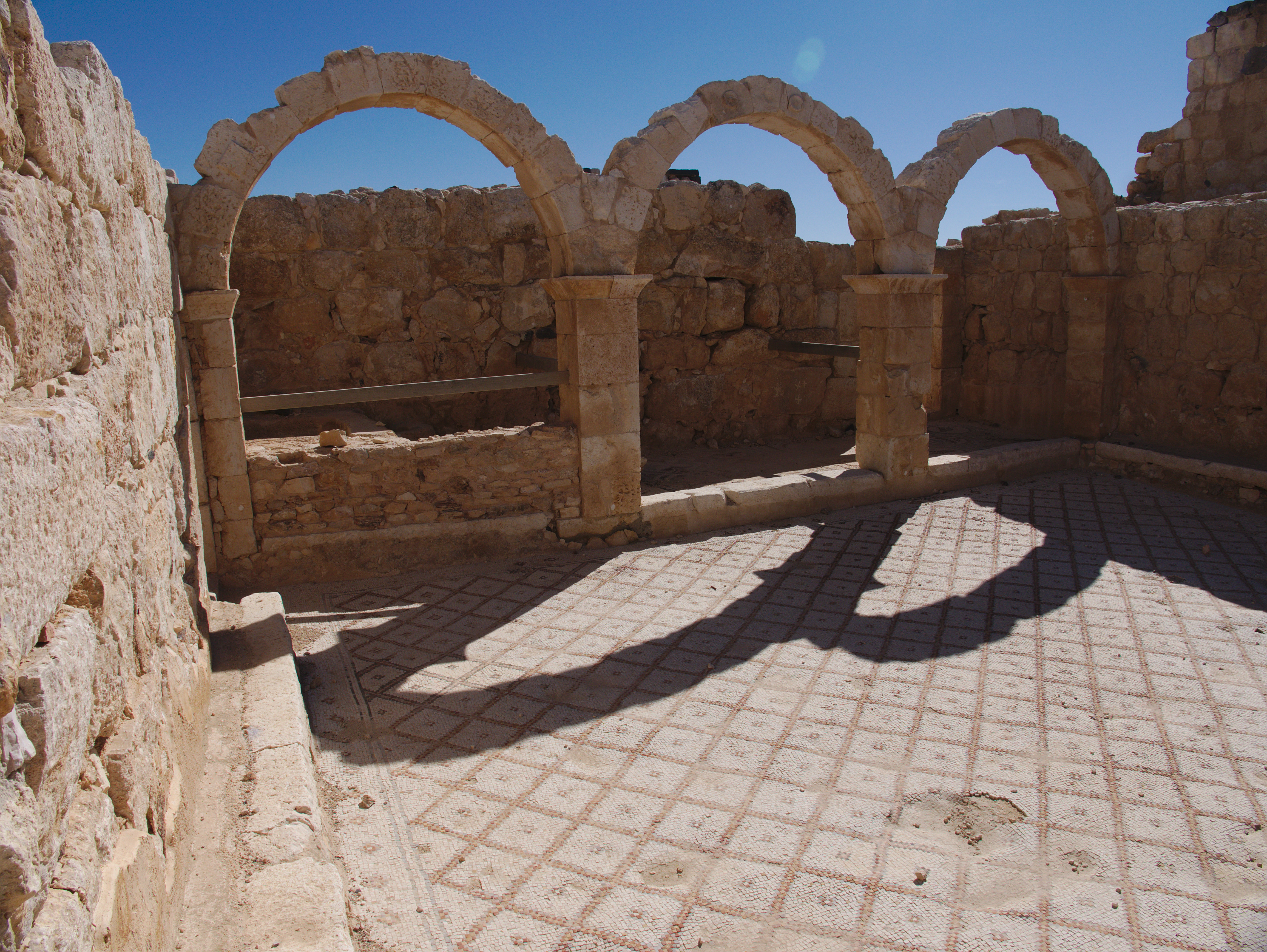
del av valven

Qasr al-Hallabat (även Quṣayr Al-Hallabat och Al-Hallabat, arabiska قصر الحلابات) är en ökenborg i nordöstra Jordanien. Det är ettav de kvarvarande Ökenslotten i Jordanien. Qasr betyder palats eller borg.

## Byggnaden
Ökenslottet ligger i provinsen az-Zarqa i orten Hallabat cirka 55 km nordöst om huvudstaden Amman och cirka 2 km öster om Qasr Hammam Assarah. Området räknas vanligen till Qasr Hallabat-komplexet.
Byggnaden är huvudsakligen uppfört i basaltblock och kalksten med en omgivande mur och 4 vakttorn kring en fyrkantig huvudbyggnad och en rad småhus mot nordvästra delen. Hela byggnaden mäter cirka 44 meter x 44 meter och är utsmyckad med välvda tak, mosaiker, fresker  och stuckaturer. Byggnaden har en entréportal på den östra sidan och i närheten norr om byggnaden finns ett stort vattenmagasin och 8 underjordiska cisterner. Cirka 400 meter öster om byggnaden finns en moské.

## Historia
Qasr Hallabat uppfördes ursprungligen under Romarriket under kejsare Caracalla som del av Via Traiana Nova. Troligen fanns där dock redan någon form av byggnad uppfört under kejsare Trajanus över ruinerna efter en byggnad från Nabatéerna. Byggnaden förstördes under 500-talet och återuppbyggdes, det finns stenblock med inskriptioner från romerska kejsaren Anastasios I regeringstid. Under tidiga 600-talet användes byggnaden som kloster.
Nuvarande Qasr Hallabat och Qasr Hammam Assarah uppfördes under Umayyadernas Kalifat under kalifen Hisham ibn Abd al-Malik kring år 710. Qasr Hallabat byggdes på samma plats som den tidigare romerska befästningen som revs på order av kalifen medan badhuset byggdes till.
1905 besöktes platsen av amerikanske arkeologen Howard Crosby Butler och 1926 av brittiske arkitekturhistorikern Keppel Archibald Cameron Creswell.